# Rafał Miernik

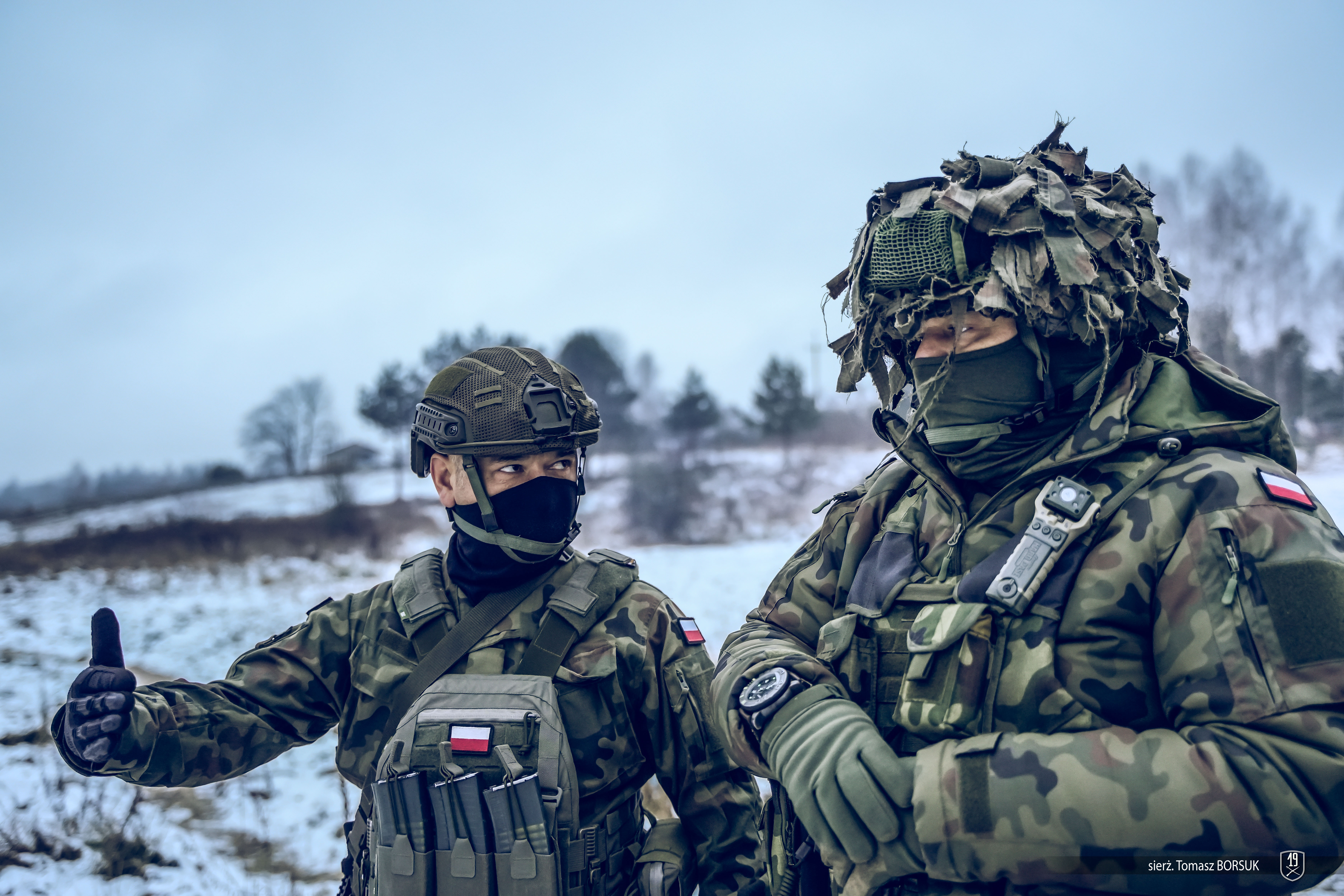
gen. Rafał Miernik (z prawej)

Rafał Kazimierz Miernik (ur. 5 lutego 1976 w Międzyrzeczu) – generał brygady Wojska Polskiego. 

## Życiorys
Po ukończeniu Liceum Wojskowego we Wrocławiu, w 1995 roku rozpoczął zasadniczą służbę wojskową jako żołnierz ochotnik. W latach 1996–2000 studiował na Wyższej Szkole Oficerskiej im. Tadeusza Kościuszki, a w latach 2000–2002 na Uniwersytecie Zielonogórskim.
Od początku służby wojskowej związany z 17 Brygadą Zmechanizowaną, gdzie pełnił m.in. funkcję dowódcy plutonu, dowódcy kompanii i szefa sekcji operacyjnej. Był dowódcą kompanii bojowej podczas VI zmiany PKW w Iraku w 2005 roku. Pełnił służbę jako szef wydziału operacyjnego FHQ Grupy Bojowej UE. W 2010 roku został dowódcą 7 batalionu Strzelców Konnych Wielkopolskich w Wędrzynie, a w 2011 roku pełnił funkcję dowódcy bazy w Ghazni i dowódca Zgrupowania Bojowego Alfa. Następnie został dowódcą batalionu manewrowego kolejnej Grupy Bojowej. 
W latach 2014–2016 pełnił funkcję szefa wydziału w Inspektoracie Implementacji Innowacyjnych Technologii Obronnych w Ministerstwie Obrony Narodowej. W latach 2016–2018 był szefem szkolenia 17 Brygady Zmechanizowanej, od stycznia 2018 roku pełnił funkcję dowódcy 12 Wielkopolskiej Brygada Obrony Terytorialnej. W październiku 2021 roku został dowódcą 19 Brygady Zmechanizowanej. W 2022 roku został awansowany na stopień generała brygady.
Ukończył kursy i studia podyplomowe na Akademii Obrony Narodowej i Akademii Sztuki Wojennej uzyskując przy tym czołowe lokaty. Publikował m.in. w Przeglądzie Sił Zbrojnych i Nowej Technice Wojskowej, jest współautorem poradnika pierwszej pomocy na polu walki. Opracował także innowacyjne rozwiązania w zakresie wdrażania do służby KTO Rosomak oraz systemów wsparcia obserwacji dla tych pojazdów. Był współtwórcą Przysposobienia Wojskowego Leśników. Jest ekspertem w dziedzinie maskowania bezpośredniego, szczególnie wielospektralnego i mobilnego maskowania SpW. Współorganizator konferencji naukowych z dziedziny bezpieczeństwa narodowego.
Jest działaczem na rzecz krwiodawstwa (członkiem Klubu Honorowych Krwiodawców) oraz wielokrotnym medalistą mistrzostw Wojska Polskiego w judo. Był członkiem zarządu klubu Grunwald Poznań, pełni funkcję wiceprezesa KS Judo Spartakus w Międzyrzeczu. Poza tym jest także pasjonatem wędkarstwa i historii.  23 stycznia 2024 na wydziale Zarządzania i Dowodzenia Akademii Sztuki Wojennej w Warszawie uzyskał stopień doktora w zakresie nauk o bezpieczeństwie. Jest absolwentem studiów podyplomowych MBA w zakresie Zarządzania w Sektorze Publicznym i Samorządowym w Lubelskiej Akademii WSEI.
W 2024, na wniosek Dowódcy WZZ Podlasie, Żandarmeria Wojskowa wszczęła dochodzenie w sprawie przekroczenia uprawnień przez żołnierzy, na granicy z Białorusią. 

## Odznaczenia i wyróżnienia
- Medal Stulecia Odzyskanej Niepodległości (2019)[6]
- Medal „Pro Patria” (2019)[7]
- Medal „W służbie Bogu i Ojczyźnie” (2021)[8]
- Medal „Pro Bono Poloniae” (2022)[9]
- Medal Błogosławionego ks. Jerzego Popiełuszki (2023)[10]
- Złoty medal za zasługi dla Związku Oficerów Rezerwy RP (2014)[11]
- Krzyż Zasługi Związku Oficerów Rezerwy Rzeczypospolitej Polskiej ,,Serve Patriae'' (2022)[12]
- Odznaka Honorowa Polskiego Czerwonego Krzyża III stopnia (2014)[13]
- Odznaka pamiątkowa 17 Wielkopolskiej Brygady Zmechanizowanej
- Odznaka pamiątkowa 7 batalionu Strzelców Konnych Wielkopolskich (2013)[14]
- Odznaka pamiątkowa 1 batalionu piechoty zmotoryzowanej ziemi rzeszowskiej (2017)[15]
- Odznaka pamiątkowa 12 Wielkopolskiej Brygady Obrony Terytorialnej
- Odznaka pamiątkowa 19 Lubelskiej Brygady Zmechanizowanej (2021)[16]
- Odznaka pamiątkowa 19 Chełmskiego batalionu zmechanizowanego (2022)[17]
- Odznaka pamiątkowa 3 Zamojskiego batalionu zmechanizowanego (2022)[18]
- Odznaka pamiątkowa 1 batalionu czołgów (2023)[19]
- Odznaka pamiątkowa 14 Wojskowego Oddziału Gospodarczego (2020)[20]
- Odznaka pamiątkowa Wielkopolskiej Szkoły Podoficerskiej Wojsk Lądowych (2019)[21]
- Odznaka pamiątkowa Rejonowego Zarządu Infrastruktury (2023)[22]
- Odznaka pamiątkowa 18 Dywizji Zmechanizowanej (2023)[23]
- Odznaka pamiątkowa XLVI zmiany PKW KFOR w Republice Kosowa (2022)[24]
- Odznaka Honorowa Wojsk Lądowych (2011)[25]
- Odznaka honorowa ,,Wierni Tradycji'' (2019)[26]
- Odznaka honorowa „Za Zasługi dla Ochrony Środowiska i Gospodarki Wodnej” (2018)[27]
- Odznaka absolwenta podyplomowych studiów polityki obronnej (2021)[28]
- Szabla honorowa Wojska Polskiego (2022)[29]
- Tytuł honorowy ,,Zasłużony Żołnierz Rzeczypospolitej Polskiej''[30]
- Tytuł honorowy ,,Wzorowy Dowódca''[31]
- Tytuł ,,Osobowość Roku'' przyznawany przez Głos Wielkopolski(2019)[32]
- Buzdygan za rok 2023[33]

## Awanse
- podporucznik – 2000[1]
- porucznik – 2003
- kapitan – 2005
- major – 2007
- podpułkownik – 2010
- pułkownik – 2018
- generał brygady – 15 sierpnia 2022[1]

## W filmie
- 2022 – 9 gen. bryg. Rafał Miernik (Wspólny projekt Fundacji SPRZYMIERZENI z GROM i Helikon-Tex dotyczący osób zmagających się z TBI (Traumatic Brain Injury – urazowe uszkodzenie mózgu) oraz PTSD (Post Traumatic Stres Disorder – zaburzenie stresowe pourazowe)[34].
- 2011 – Afganistan – Dziewiąta zmiana[35].

## Publikacje
- „Z siecią na ty”, „Przegląd Sił Zbrojnych” 2007/4,(współautorstwo).
- „Opieka nad rannymi w warunkach pola walki – procedury dla żołnierzy”, „Zdrowie” 2012/248 MON, (współautorstwo).
- „Rosomak okiem użytkowników”, „Nowa Technika Wojskowa” 2012/1, (współautorstwo)
- „Symulatory – potrzeba współczesności”, „Przegląd Sił Zbrojnych” 2014/4, s. 42-47.
- „Teoretyczny i praktyczny wymiar taktyki XXI wieku”, [w:] „Hipotetyczne kierunki przemian działań taktycznych w wybranych przykładach konfliktów XX wieku”, red. płk dr hab. A. Polak, AON, Warszawa 2015, (współautorstwo).
- „Bezzałogowe systemy jako czynnik zmian w sposobie prowadzenia działań taktycznych” praca zaliczeniowo - badawcza w ramach WKOS w AON, Warszawa, 2015. Praca napisana pod kierownictwem płk. dr. hab. A. Polaka
- „Działania bojowe batalionu - praktyka - teoria – perspektywy”, red. ppłk dr W. Więcek, AON 2015, (współautorstwo).
- „Maskowanie na polu walki”, „Przegląd Sił Zbrojnych” 2015/3,
- „7 Pułk Strzelców Konnych Wielkopolskich, 7 batalion Strzelców Konnych Wielkopolskich –  Wierni Tradycji, Wierni Przysiędze”, „Poligon” 2015/4, s. 60-73. (współautorstwo)
- Teoretyczny i praktyczny wymiar taktyki XXI wieku”. Praca naukowo- badawcza, , AON 2015, (współautorstwo).
- Innowacje dla sił zbrojnych jako czynnik zmian w taktyce działania wojsk- wybrane przykłady”, [w:] „Wyzwania i perspektywy ewolucji taktyki w świetle konfliktów lokalnych XXI wieku”, red. płk dr hab. inż. L. Elak, ppłk dr inż. A. Michalak, ppłk dr inż. W. Więcek, ASzW, Warszawa 2016. [36]
- „Perspektywiczny model działań opóźniających”, „Przegląd Sił Zbrojnych” 2016/1, (współautorstwo).[37]
- „Wybrane aspekty zmian jakościowych ratownictwa pola walki – przykłady”, „Kwartalnik Policyjny”, 2018/2(45) (współautorstwo).
- „Udział żołnierzy Wojsk Obrony Terytorialnej w organizacji pomocy  socjalnej i medycznej osób starszych. Studium przypadku 12. Wielkopolskiej Brygady Obrony Terytorialnej’’ , [w] ,,,Bezpieczeństwo osób starszych w przestrzeni miejskiej. Analiza doświadczeń, wnioski i rekomendacje z uwzględnieniem okresu pandemii SARS CoV-2 red. M. Tomaszyk, UAM, Poznań 2021 r. (współautorstwo).[38]
- ,,Wojska Obrony Terytorialnej w przeciwdziałaniu COVID-19. Analiza doświadczeń w Wielkopolsce’’ [w]  ,,Środowisko bezpieczeństwa w zagrożeniach epidemiologicznych. Doświadczenia COVID-19 w Wielkopolsce’’ red. M. Tomaszyk , D. Dymek, UAM, Poznań 2022 (współautorstwo).